# Lemery (Batangas)
Lemery is een gemeente in de Filipijnse provincie Batangas op het eiland Luzon. Bij de laatste census in 2010 telde de gemeente bijna 82 duizend inwoners.

## Geografie

### Bestuurlijke indeling
Lemery is onderverdeeld in de volgende 46 barangays:
| - Anak-Dagat - Arumahan - Ayao-iyao - Bagong Pook - Bagong Sikat - Balanga - Bukal - Cahilan I - Cahilan II - Dayapan - District I - District II - District III - District IV - Dita - Gulod | - Lucky - Maguihan - Mahabang Dahilig - Mahayahay - Maigsing Dahilig - Maligaya - Malinis - Masalisi - Mataas Na Bayan - Matingain I - Matingain II - Mayasang - Niugan - Nonong Casto - Palanas | - Payapa Ibaba - Payapa Ilaya - Rizal - Sambal Ibaba - Sambal Ilaya - Sinisian East - Sinisian West - San Isidro Ibaba - San Isidro Itaas - Sangalang - Talaga - Tubigan - Tubuan - Wawa Ibaba - Wawa Ilaya |

## Demografie
Lemery had bij de census van 2010 een inwoneraantal van 81.825 mensen. Dit waren 5.735 mensen (7,5%) meer dan bij de vorige census van 2007. Ten opzichte van de census van 2000 was het aantal inwoners gegroeid met 15.297 mensen (23,0%). De gemiddelde jaarlijkse groei in die periode kwam daarmee uit op 2,09%, hetgeen hoger was dan het landelijk jaarlijks gemiddelde over deze periode (1,90%).

De bevolkingsdichtheid van Lemery was ten tijde van de laatste census, met 81.825 inwoners op 109,8 km², 745,2 mensen per km².

## Geboren in Lemery
- Teodoro Agoncillo (9 november 2012), historicus (overleden 1985).

Agoncillo · Alitagtag · Balayan · Balete · Batangas City · Bauan · Calaca · Calatagan · Cuenca · Ibaan · Laurel · Lemery · Lian · Lipa · Lobo · Mabini · Malvar · Mataasnakahoy · Nasugbu · Padre Garcia · Rosario · San Jose · San Juan · San Luis · San Nicolas · San Pascual · Santa Teresita · Santo Tomas · Taal · Talisay · Tanauan · Taysan · Tingloy · Tuy